# Блидні (зупинний пункт)
Бли́дні — пасажирський залізничний зупинний пункт Козятинської дирекції Південно-Західної залізниці розташований на двоколійній електрифікованій змінним струмом лінії Шепетівка — Бердичів.
Розташований у селі Блидні Полонського району Хмельницької області між станціями Понінка (6 км) та Миропіль (6 км).
На зупинному пункті зупиняються приміські поїзди.